# Sultanát žen
Sultanát žen (turecky: Kadınlar saltanatı) bylo období, kdy měly ženy, zejména manželky a matky sultánů, obrovský vliv na politiku v Osmanské říši. Období se datuje do rané moderní doby, přibližně mezi lety 1533 a 1656. Začalo tedy za vlády sultána Sulejmana I. v roce 1533, kdy pojal za svou oficiální manželku svou nejoblíbenější konkubínu Hürrem Sultan. Manželky sultánů získaly titul Haseki sultan a matky sultánů titul Valide sultan. Většina těchto žen byla původně otrokyněmi, jak bylo pro sultánovy partnerky běžné, jelikož sultán nikdy oficiální sňatek neuzavíral, aby tak neohrozil pověst vládnoucí rodiny a případnou problémovou konkubínu mohl jednodušeji vyhnat z harému. Tuto tradici porušil právě Sulejman I. sňatkem s Hürrem, konkubínou ukrajinského původu. Během období sultanátu žen měly ženy s titulem Haseki nebo Valide politickou a sociální moc, což zapříčinilo, že měly vliv na denní život v říši. Často nechávaly stavět budovy či dotovaly charitativní organizace. 

## Historické zázemí
Období známé jako sultanát žen byl pro Osmanskou říši novinkou, avšak mělo historické zázemí. Seldžukové, předchůdci Osmanské říše, měly často ženy z vysoce postavených kruhů, které zaujímaly důležité role ve veřejné politice a to i navzdory obavám mužských státních úředníků. 
Nicméně během 14. století se vliv žen na politiku začal výrazně zmenšovat. V tomto období Osmané dobývali nová území a sultáni měli dostatek politických pomocníků mezi muži – vezíry, velkovezíry, náboženské vůdce a velitele armád. V 15. století bylo zavedeno nové pravidlo, které spočívalo ve vysílání mladých princů (Şehzade) do provincií v Anatolii, aby zde vykonávali funkci guvernéra a jejich matky je doprovázely. Tímto bylo ženám zamezeno, aby se pohybovaly ve vysoké politice, jelikož se nacházely daleko od paláců, kde by mohly mít významnou moc. Ovlivňovat tak mohly pouze své syny. Další užívanou praktikou byla bratrovražda – každý sultán při nástupu na trůn zabil všechny své mužské sourozence i jejich potomky, což byl další důvod, proč ženy nebyly závislé na svých manželích, ale dětech. 

## Raná léta

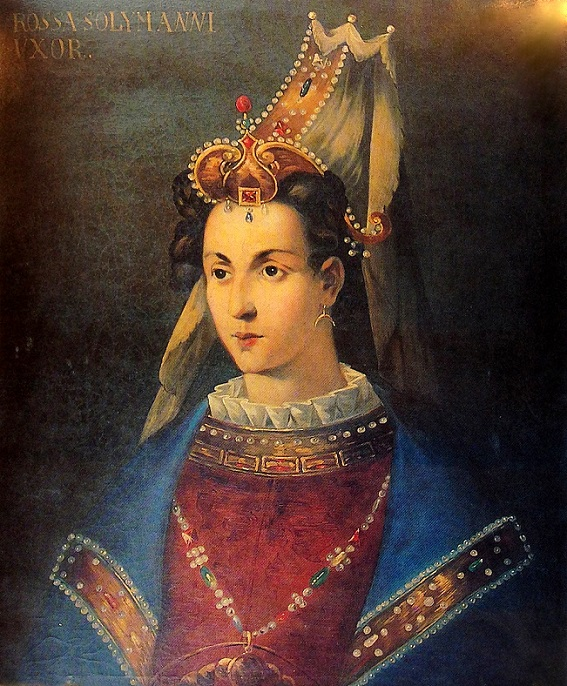
Hürrem Sultan na malbě z 16. století

Vše se začalo měnit na počátku 16. století díky dvěma důležitým událostem – koncem Osmanské expanze a zařazením harému do hlavního paláce. Během vlády sultána Sulejmana I. bylo jasné, že říše dosáhla svého vrcholu a od hlavního města k hranicím to bylo po všech stranách několik tisíc kilometrů. Bylo zřejmé, že sultán si nemůže dovolit pokračovat v rozšiřování území, zvláště po neúspěšném obléhání Vídně. 
Sulejmanova vláda byla specifická tím, že propojil harém a politickou sféru, přikládal oběma stejnou důležitost, a stal se prvním sultánem, který uzavřel legální sňatek se svou nejmilejší konkubínou ukrajinského původu, Hürrem Sultan, známou také jako Roxolana. Až do této události platilo, že sultán se neženil, ale měl harém s konkubínami, které mu rodily dědice. Každá konkubína směla porodit jednoho mužského potomka, kterého následně doprovázela do provincie, aby nezůstávala v Istanbulu. 
První ženou s titulem Haseki sultan se stala tedy Sulejmanova legální manželka, Hürrem Sultan, která mimo jiné konvertovala k islámu. Hürrem byla dcerou ruského pravoslavného popa z Ruského vojvodství, tehdejší součásti Polského království. Jméno Hürrem znamená v turečtině ta usměvavá nebo radostiplná. Učenci jsou si však nejistí, kdy přesně vstoupila do harému. V Osmanské říši se nevedly záznamy o konkubínách v harému, pokud nebyly matkou potomků sultána. První zmínka o Hürrem je tak z roku 1521, kdy porodila svého prvního syna, Şehzade Mehmeda. Její moc dosáhla vrcholu po sňatku se sultánem a po smrti jeho matky Ayşe Hafsy Sultan. Stala se tak první manželkou sultána po více než 200 letech. Všechny konkubíny byly otrokyně, Hürrem však byla první konkubínou propuštěnou z otroctví. Titul Haseki sultan (sultánova žena) tak byl stvořen na míru pro ni a později byl používán i pro další ženy, které uzavřely legální sňatek s vládnoucím sultánem. Díky propuštění z otroctví mohla financovat stavby, mezi nejznámější tak patří Komplex Haseki Sultan v Istanbulu. Mimo jiné vybudovala během 30. let 16. století nemocnice pro ženy, školy, mešity a kuchyně k nakrmení chudých. Zemřela v roce 1558 a přežila tak svého nejstaršího i nejmladšího syna. Teprve 500 let po její smrti byla z její hrobky odstraněna falešná informace o ruském původu (v lednu roku 2019).

## Politický význam

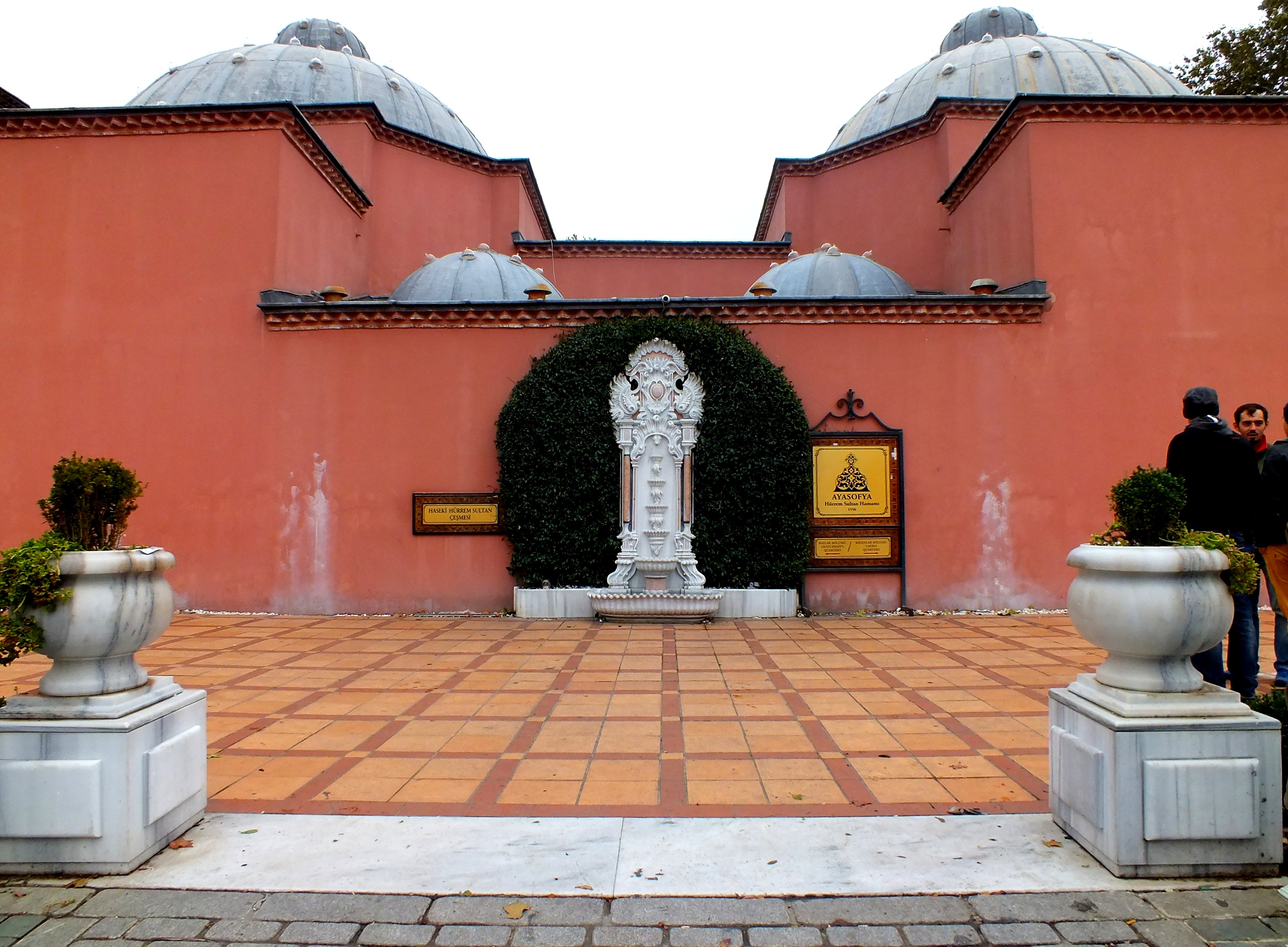
Jedny z lázní, které vybudovala Hürrem Sultan a nesou její jméno

V 17. století se vystřídalo hned šest sultánů a většina z nich byla při nástupu na trůn ještě dětmi. V takovémto případě nebo v době interregna vládla skrze svého syna Valide sultan. Tato skutečnost však nebyla schvalována všemi politiky a úředníky. I když měla Valide sultan jako matka vládce k sultánovi nejblíže, často byla vezírům opozicí nežli podporou. Moc mohly získat pouze v případě, že jejich potomek si získal jako vládce oblibu veřejnosti díky charismatu a vojenským úkonům. Matky sultánů tak často pod svým jménem budovaly mešity a školy, což bylo pro vznešené islámské ženy obvyklé. 
Ostatní ženy, jako např. Turhan Hatice Sultan, věnovaly spoustu peněz na opravy budov a do vojenství, aby si získaly obdiv poddaných. Některé se i symbolicky angažovaly ve válkách. Když se syn Turhan, sultán Mehmed IV., vrátil z vojenského tažení, nechala uspořádat velkolepý průvod symbolizující jeho válečnou cestu a následné slavné vítězství. 
Svatby byly také důležitým důvodem k oslavám a pro urozené ženy to byla možnost financovat charitativní činnost, aby tak mohly dávat na odiv svou moc a bohatství. Na jedné z takových svateb dcery sultána Murada III., která byla provdána za prominentního admirála, byly přihlížejícím rozdávány nové mince a sukně plné peněz. 
Smrt sultánovy manželky či matky byla také velká událost. Po smrti Hürrem Sultan na ulicích plakalo nespočet poddaných spolu se samotným sultánem, který za běžným okolností zůstával v době smrti člena rodiny v paláci. Zároveň byly rozdávány mince a jídlo, které symbolizovalo celoživotní dobrodiní sultánky. 
A nakonec mezi největší úspěchy manželek a matek sultánů patřily výstavby veřejných budov. Tyto ženy zpravidla budovaly mešity, školy a monumenty nesoucí jejich jméno. Na jednu stranu šlo o ukázku ekonomické úspěšnosti, lidé to však vnímali jako korupci a neschopnost vládnoucích sultánů, když většinu služeb pro poddané měly na starosti právě jejich ženy, konkubíny, dcery a matky. Zatímco o poddané se měl starat v první řadě sultán, největší práce ve prospěch poddaných provedly matka a manželka Sulejmana I. Překonaly tak svou tvorbou nejen ostatní sultánky, ale i mnoho mužských činů. 

## Nejvýznamnější ženy tohoto období
| Jméno           | Narození | Původ               | Manžel                                                                       | Děti | Úmrtí                                |
| --------------- | -------- | ------------------- | ---------------------------------------------------------------------------- | --- | ------------------------------------ |
| Hürrem Sultan   | 1503     | ukrajinský          | Sulejman I.                                                                  | Şehzade Mehmed, Mihrimah Sultan, Şehzade Abdullah, Selim II, Şehzade Bayezid, a Şehzade Cihangir                 | 15. dubna 1558                       |
| Mihrimah Sultan | 1522     | turecký             | jediná dcera Sulejmana I. a Hürrem Sultan, manželka velkovezíra Rüstema Paši | Ayşe Hümaşah Sultan a Sultanzade Osman                                                                           | 25. ledna 1578                       |
| Nurbanu Sultan  | 1525     | benátský nebo řecký | Selim II                                                                     | Murad III, Ismihan Sultan, Şah Sultan a Gevherhan Sultan                                                         | 7. prosince 1583                     |
| Safiye Sultan   | 1550     | albánský            | Murad III.                                                                   | Mehmed III., Şehzade Mahmud, Ayşe Sultan a Fatma Sultan                                                          | 1619                                 |
| Handan Sultan   | 1576     | bosenský            | Mehmed III.                                                                  | Ahmed I, Şehzade Selim, Şehzade Süleyman, dvě další dcery                                                        | 9. listopadu 1605                    |
| Halime Sultan   | 1571     | abchazský           | Mehmed III.                                                                  | Şehzade Mahmud, Mustafa I, dvě další dcery                                                                       | neznámé, poslední zmínky v roce 1623 |
| Kösem Sultan    | 1589     | řecký               | Ahmed I                                                                      | Şehzade Mehmed, Murad IV, Şehzade Kasım, Ibrahim, Ayşe Sultan, Fatma Sultan, Gevherhan Sultan and Hanzade Sultan | 2. září 1651                         |
| Turhan Sultan   | 1627     | ukrajinský          | Ibrahim                                                                      | Mehmed IV, Fatma Sultan a Atike Sultan                                                                           | 4. srpna 1683                        |